# فرودگاه نیم-الس-کامارگ-سون
 فرودگاه نیم-اَلِس-کامارگ-سِوِن (به فرانسوی: Nîmes-Alès-Camargue-Cévennes) یک فرودگاه همگانی و نظامی با کد یاتا FNI است که یک باند فرود بتن دارد و طول باند آن ۲۴۴۳ متر است. این فرودگاه در کشور فرانسه قرار دارد و در ارتفاع ۹۴ متری از سطح دریا واقع شده‌است.

## شرکت‌های هواپیمایی و مقصدهای پروازی
| شرکت‌های هواپیمایی                    | مقصدهای پروازی |
| ------------------------------------ | --- |
| ایبریا ایرلاین اجرا توسط ایر نوستروم | فصلی: پالما د مایورکا                                                                                             |
| رایان‌ایر                             | بروکسل جنوب شرلروآ، فس-سایس، لوتن لندن، استانستد لندن، مراکش-منارا (آغاز از ۲ نوامبر ۲۰۱۷) فصلی: جان لنون لیورپول |